# Barrage de Kafue Gorge
Le barrage de Kafue Gorge est un barrage hydroélectrique en Zambie sur le Kafue dans le bassin versant du fleuve le Zambèze, à 975 m d'altitude.
Il est construit entre 1967 et 1973. La puissance installée est de 900 MW. Le barrage est de 300 m de longueur. Le propriétaire est la ZESCO ou Zambia Electricity Supply Corporation.

## Localisation
KGU est située sur la rivière Kafue, à environ 95 kilomètres (59 miles) par la route, au sud de Lusaka, la capitale et plus grande ville de Zambie. Elle se trouve à environ 75 kilomètres (47 miles) en amont du confluent de la rivière Kafue et du Zambèze, et à environ 17 kilomètres (11 miles) en amont de la centrale électrique inférieure de Kafue Gorge.

## Présentation
Le KGU est un barrage en enrochements doté d'un déversoir en béton à quatre vannes radiales. La capacité électromécanique est de six générateurs de 150 mégawatts chacun, pour une capacité maximale de 900 mégawatts. Le réservoir s'étend sur une superficie de 80 940 hectares (312,5 miles carrés). Les générateurs et la centrale électromécanique sont souterrains. Les effluents de la centrale supérieure de Kafue Gorge, d'une puissance de 900 mégawatts, sont utilisés en aval pour alimenter la centrale inférieure de Kafue Gorge, d'une puissance de 750 mégawatts, dans le cadre d'une production en cascade.